# Harrison Weir
Pour les articles homonymes, voir Weir.
Harrison William Weir (5 mai 1824 - 3 janvier 1906) est un éleveur de félins, peintre, illustrateur et écrivain anglais,.
Organisateur de la première exposition féline au monde en juillet 1871 au Crystal Palace, Harrison Weir et son frère John Jenner Weir sont également juges à cette exposition.
Harrison Weir a fondé le National Cat Club en 1887 dont il a été président jusqu'en 1890.

## Biographie
Harrison Weir est né à Lewes, dans le Sussex, le 5 mai 1824. 

## Œuvre

### Littéraire
- Every Day in the Country (1883)[3]
- The Poetry of Nature (1868)[4]
- Our Cats and All About Them (1889)[5]
- The Poultry Book (1912)[6]